# Roskilde (općina)
Roskilde je općina u danskoj regiji Zeland.

## Zemljopis
Općina se nalazi u središnjem dijelu otoka Zelanda, prositire se na 211,88 km2.

## Stanovništvo
Prema podacima o broju stanovnika iz 2010. godine općina je imala 81.947 stanovnika, dok je prosječna gustoća naseljenosti 	386,76 stan/km2. Središte općine je grad Roskilde.

### Veća naselja
| Veća naselja u općini |               |                    |
| Br.                   | Naselje       | Stanovnika (2010.) |
| 1                     | Roskilde      | 46.701             |
| 2                     | Jyllinge      | 10.158             |
| 3                     | Viby Sjælland | 4.548              |
| 4                     | Svogerslev    | 4.276              |
| 5                     | Gundsømagle   | 2.283              |
| 6                     | Vindinge      | 2.103              |
| 7                     | Gadstrup      | 1.893              |
| 8                     | Ågerup        | 1.351              |
| 9                     | Veddelev      | 1.131              |
| 10                    | Vor Frue      | 663                |

## Vanjske poveznice
- Službena stranica općine  Arhivirana inačica izvorne stranice od 19. srpnja 2011. (Wayback Machine)